# Leichtathletik-Länderkämpfe mit deutscher Beteiligung 1932
| Leichtathletik-Länderkämpfe mit deutscher Beteiligung 1932 | Leichtathletik-Länderkämpfe mit deutscher Beteiligung 1932 | Leichtathletik-Länderkämpfe mit deutscher Beteiligung 1932 | Leichtathletik-Länderkämpfe mit deutscher Beteiligung 1932 |
| ---------------------------------------------------------- | ---------------------------------------------------------- | ---------------------------------------------------------- | ---------------------------------------------------------- |
|                                                            |                                                            |                                                            |                                                            |
| 1. Länderkampf 1932, Männer: GER – FRA                     |                                                            |                                                            |                                                            |
| Düsseldorf 18. September 1932                              | Düsseldorf 18. September 1932                              | 1. GER 2. FRA                                              | 87 P 64 P                                                  |
| 2. Länderkampf 1932, Männer: GER – SUI                     |                                                            |                                                            |                                                            |
| Weimar 18. September 1932                                  | Weimar 18. September 1932                                  | 1. GER 2. SUI                                              | 91 P 47 P                                                  |
| Chronik                                                    |                                                            |                                                            |                                                            |
| ← Länderkämpfe 1931                                        | ← Länderkämpfe 1931                                        | Länderkämpfe 1933 →                                        | Länderkämpfe 1933 →                                        |

Im Jahr 1932 gab es zwei Leichtathletik-Länderkämpfe, das waren weniger als zuvor, weil die Konzentration der Spitzensportler vor allem auf das Weltereignis Olympia gerichtet war. In der Männer-Leichtathletik wurden zwei Vergleiche mit deutscher Beteiligung ausgetragen. Gegner waren wie in den Vorjahren schon traditionell Frankreich und die Schweiz. Beide Vergleiche fanden fast wie gewohnt am selben Tag statt, sodass Deutschland wieder zwei Nationalmannschaften mit unterschiedlicher Besetzung aufstellen musste. Die Frauen wurden 1932 und noch einmal 1933 sehr stiefmütterlich behandelt, für sie gab es in diesen beiden Jahren keinen einzigen Ländervergleich.
Das Jahr 1932 war mit den Olympischen Spielen im US-amerikanischen Los Angeles wieder ein sehr bedeutsames Jahr für den Sport. In der Leichtathletik waren es Spiele der Rekorde. In dreizehn Disziplinen wurden insgesamt 22 Weltrekorde egalisiert oder verbessert, das Leistungsniveau machte insgesamt einen deutlichen Sprung nach oben. Die deutschen Leichtathleten blieben dort mit zwei Silber- und drei Bronzemedaillen unter der Bilanz von den Spielen zuvor in Amsterdam, als es die erste Leichtathletik-Goldmedaille überhaupt sowie zwei Silber und sechs Bronzemedaillen gegeben hatte.

## Bilanz und Wertungsmodus
Die Bilanz der Länderkämpfe im Jahr 1932 endete mit zwei Siegen. Damit hatte Deutschland am Ende der Saison 23 seiner bislang 26 Länderkämpfe gewonnen und es hatte drei Niederlagen gegeben. Die Männer waren dabei aus all ihren 22 Begegnungen als Sieger hervorgegangen, während die Frauen einmal siegreich waren und drei Niederlagen hatten hinnehmen müssen.
Auch in diesem Jahr blieben die Regeln zur Punktevergabe in den verschiedenen Begegnungen weiterhin unterschiedlich, ein durchgängig festes Wertungssystem hatte sich noch nicht etabliert.

## Länderkampf der Männer gegen Frankreich
Am 18. September fand in der deutschen Stadt Düsseldorf der Länderkampf gegen Frankreich statt. In der siebten Begegnung der beiden Länder und dem insgesamt 25. Länderkampf einer deutschen Mannschaft setzte sich Deutschland sehr deutlich mit 87 zu 64 Punkten durch.
Die Regeln waren dieselben wie bei den letzten Begegnungen der beiden Teams. Jede Mannschaft trat in den Einzelwettbewerben mit je zwei Teilnehmern an. Die Sieger erhielten jeweils fünf Punkte, die Zweitplatzierten jeweils drei und die Drittplatzierten je zwei Punkte. Die Athleten auf dem jeweils vierten Rang kamen noch mit je einem Punkt in die Wertung. In den beiden Staffeln brachte Platz eins drei Punkte und Platz zwei einen Punkt.

## Länderkampf der Männer gegen die Schweiz
Der seit 1921 alljährliche Länderkampf mit der Schweiz war das zwölfte Aufeinandertreffen der beiden Länder und der 26. Ländervergleich mit deutscher Beteiligung. In diesem Jahr fand die Begegnung am 18. September, demselben Tag wie das Aufeinandertreffen mit Frankreich in Düsseldorf, in der deutschen Stadt Weimar statt. Deutschland kam zu einem weiteren Sieg, hier in Weimar mit 91 Punkten gegenüber 47 Punkten der Mannschaft aus der Schweiz.
Die Regeln waren dieselben wie bei den vorangegangenen Aufeinandertreffen und wichen damit wie zuletzt ab vom Wertungssystem des parallel ausgetragenen Länderkampfs mit Frankreich. Jede Mannschaft trat in den Einzelwettbewerben mit je zwei Teilnehmern an. Die Sieger erhielten jeweils vier Punkte, die Zweitplatzierten jeweils drei und die Drittplatzierten je zwei Punkte. Die Athleten auf dem jeweils vierten Rang kamen noch mit je einem Punkt in die Wertung. In den beiden Staffeln brachte Platz eins drei Punkte und Platz zwei einen Punkt.